# Анатолій Остап
Анатолій Остап (рум. Anatolie Ostap; нар. 22 листопада 1979) — молдовський футболіст, півзахисник. На батьківщині виступав за «Агро-Голіадор» (Кишинів), «Тилігул-Тирас» та «Ністру» (Атаки), в Казахстані — за «Тобол», в Узбекистані — за «Машал», в Литві — «Жальгіріс» (Вільнюс), «Ветру» та «Бангу», в Азербайджані — за «Габалу».

## Клубна кар'єра

### «Габала»
У січні 2009 року підписав контракт з представником Прем'єр-ліги Азербайджану «Габалою». Загалом у чемпіонаті за вище вказаний клуб зіграв 31 матч та відзначився 1-м голом, а влітку 2010 року залишив команду.

### «Банга»
Після відходу з «Габали» повернувся до Литви, де уклав договір з «Бангою». За два роки у вище вказаному клубі відзначився 2-ма голами у 17-ти матчах чемпіонату, після чого «Банга» розірвала угоду з молдовським футболістом.

## Кар'єра в збірній
Двічі зіграв за юнацьку збірну Молдови (U-16) і тричі — за молодіжну збірну країни.

## Статистика виступів

### Клубна
Станом на 7 жовтня 2013 року
| Клубні            | Клубні                | Клубні                    | Ліга  | Ліга | Кубок              | Кубок              | Континент. кубок | Континент. кубок | Загалом | Загалом |
| Сезон             | Клуб                  | Ліга                      | Матчі | Голи | Матчі              | Голи               | Матчі            | Голи             | Матчі   | Голи    |
| Литва             | Литва                 | Литва                     | Ліга  | Ліга | Кубок Литви        | Кубок Литви        | Єврокубки        | Єврокубки        | Загалом | Загалом |
| ----------------- | --------------------- | ------------------------- | ----- | ---- | ------------------ | ------------------ | ---------------- | ---------------- | ------- | ------- |
| 2006              | «Жальгіріс» (Вільнюс) | А-ліга                    | 13    | 0    |                    |                    | -                | -                | 13      | 0       |
| 2007              | «Жальгіріс» (Вільнюс) | А-ліга                    | 26    | 3    |                    |                    | -                | -                | 26      | 3       |
| 2008              | «Ветра»               | А-ліга                    | 20    | 3    |                    |                    | -                | -                | 20      | 3       |
| Азербайджан       | Азербайджан           | Азербайджан               | Ліга  | Ліга | Кубок Азербайджану | Кубок Азербайджану | Єврокубки        | Єврокубки        | Загалом | Загалом |
| 2008–09           | «Габала»              | Прем'єр-ліга Азербайджану | 12    | 1    |                    |                    | -                | -                | 12      | 1       |
| 2009–10           | «Габала»              | Прем'єр-ліга Азербайджану | 19    | 0    |                    |                    | -                | -                | 19      | 0       |
| Литва             | Литва                 | Литва                     | Ліга  | Ліга | Кубок Литви        | Кубок Литви        | Єврокубки        | Єврокубки        | Загалом | Загалом |
| 2010              | «Банга»               | А-ліга                    | 7     | 1    |                    |                    | 2                | 1                | 9       | 2       |
| 2011              | «Банга»               | А-ліга                    | 4     | 1    |                    |                    | 1                | 0                | 5       | 1       |
| 2012              | «Банга»               | А-ліга                    | 6     | 0    |                    |                    | -                | -                | 6       | 0       |
| Загалом           | Азербайджан           | Азербайджан               | 31    | 1    |                    |                    | -                | -                | 31      | 1       |
| Загалом           | Литва                 | Литва                     | 76    | 8    |                    |                    | 3                | 1                | 79      | 9       |
| Усього за кар'єру | Усього за кар'єру     | Усього за кар'єру         | 107   | 9    |                    |                    | 3                | 1                | 110     | 10      |